# Frank Williams (autocoureur)
Sir Francis Owen Garbett (Frank) Williams CBE (South Shields, 16 april 1942 – Londen, 28 november 2021) was een Brits autocoureur en oprichter en mede-eigenaar van het Williams Formule 1-team.

## Levensloop
Williams, geboren in het graafschap Tyne and Wear in het noorden van Engeland groeide na de scheiding van zijn ouders op bij een tante in Jarrow. Verder bracht hij tijd door in een kostschool in het schotse Dumfries.
Nadat hij een korte periode autocoureur en mecanicien was geweest richtte hij op het einde van de jaren 1960 het Formule 1-team Frank Williams Racing Cars op, dat aan de slag ging in de Formule 2 en de Formule 3 en vanaf 1969 in de Formule 1. Met rijder Piers Courage boekte het team zijn eerste successen met een gekochte Brabham in 1969. De jaren die volgden waren moeilijk en Williams was steeds op zoek naar nieuwe sponsoren. In 1976 werd Walter Wolf hoofdsponsor. Williams was daardoor geen eigenaar van het team meer en verliet het team op het einde van dat jaar. Het team zou nog enkele jaren voortbestaan onder de naam Walter Wolf Racing.
In 1977 richtte Williams samen met Patrick Head het huidige Williams Formule 1 team op. Het werd een van de meest succesvolle teams in de Formule 1 met zeven wereldtitels bij de rijders en negen titels bij de constructeurs. Helaas kende het team ook dieptepunten, zoals het dodelijk ongeval van Ayrton Senna in 1994, waarvoor Williams zich moest verantwoorden voor een Italiaanse rechtbank en uiteindelijk na enkele jaren vrijgesproken werd van alle schuld.
Op 8 maart 1986 raakte hij betrokken bij een ongeluk, toen hij met een huurwagen van het Franse Circuit Paul Ricard naar de luchthaven van Nice reed. Williams verloor in een bocht de controle over de wagen en viel met de auto op het dak in een ravijn. Hij liep bij het ongeval een dwarslaesie op en was sindsdien afhankelijk van een rolstoel om zich te verplaatsen.
In 1987 kreeg hij de titel Order of the British Empire, in 1999 werd hij geridderd door koningin Elizabeth II; sindsdien mocht hij als sir benoemd worden. Hij kreeg eveneens de Franse onderscheiding Legioen van Eer.
Na de Grand Prix van Italië in 2020 trok de familie zich terug uit de Formule 1.

## Privéleven
Williams was gehuwd en had drie kinderen, waaronder voorheen plaatsvervangend teammanager Claire Williams. Zijn echtgenote Ginny (Lady Virginia Williams) overleed op 7 maart 2013 op 66-jarige leeftijd aan de gevolgen van kanker. 
Sir Frank Williams werd 26 november 2021 opgenomen in een ziekenhuis in Londen, waar hij twee dagen later op 79-jarige leeftijd overleed.
- Gemeinsame Normdatei: 1246670291
- International Standard Name Identifier: 0000 0000 7902 8962
- Library of Congress Control Number: n83010110
- Nationale Bibliotheek van Letland: 000347607
- Bibliotheek van het Japanse parlement: 00621650
- Nationale Bibliotheek van Tsjechië: pna2008444846
- Système universitaire de documentation: 114646864
- Virtual International Authority File: 57983270
- WorldCat: E39PBJbGXp4dXrRbv7vt7MCRKd